# 低保真嘻哈
低保真嘻哈（也称为Lofi hip hop、chillhop、清哈、低保真学习音乐 ）是一种结合了嘻哈音樂和Chill-out音乐元素的慢节奏音乐 。 它于2010年代在YouTube上流行起来。